# I'm Your Daddy
I'm Your Daddy è il secondo singolo estratto dal settimo album degli Weezer, Raditude pubblicato nel 2009. Il brano è stato scritto da Rivers Cuomo e Lukasz Gottwald e prodotto da Dr. Luke.

## Tracce
Digital download
1. I'm Your Daddy - 3:08

## Formazione
- Rivers Cuomo- voce e chitarra
- Brian Bell - chitarra
- Scott Shriner - basso
- Patrick Wilson - batteria